# Любов Гудченко
Любов Гудченко (біл. Любоў Гудчанка; нар. 5 березня 1992, Білорусь) — білоруська футболістка, півзахисниця російського клубу «Зірка-2005» та національної збірної Білорусі. Майстер спорту з футболу (2009), учасник фіналу чемпіонату Європи (2009). Виступала за юнацьку та молодіжну збірні Білорусі.

## Клубна кар'єра
Навчався в Маларитському д/с № 6, з 5 по 9 класи навчалася у СШ № 3 м. Маларити, а потім закінчив СШ № 1.
У футболі з 1999 року, перший тренер — Олександр Лядинський. Грала за команди «Маларитчанка» Маларита, «Жемчужина» (Берестя), «Бобруйчанка» (Бобруйськ), з 2013 року виступала в складі ЖФК «Надія-Дніпро» (Могильов).
На початку лютого 2022 року перейшла до російського клубу «Зірка-2005».

## Кар'єра в збірній
Виступала за збірну Білорусі, у складі якої взяла участь у матчах кваліфікації чемпіонату світу 2019 року.